# Bonnington Square Community Gardens

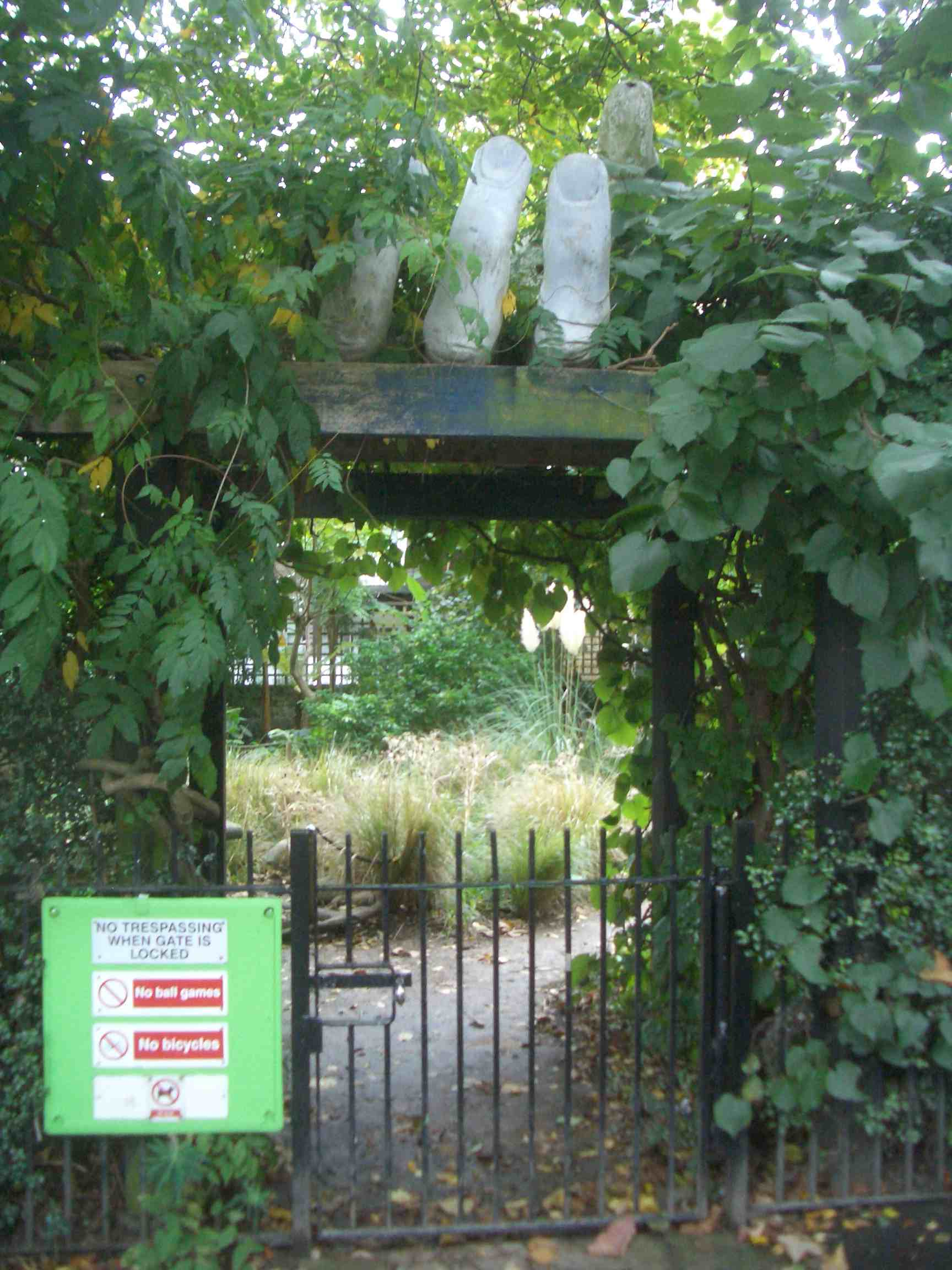
Eingang zu den Bonnington Gardens von der Langley Lane, Herbst 2013

Die Bonnington Square Community Gardens sind eine kleine Parkanlage im Londoner Stadtteil Vauxhall. Sie wurden auf einem Trümmergrundstück angelegt, auf dem im Zweiten Weltkrieg sieben Häuser einem Bombenangriff zum Opfer gefallen waren. Die Stadtverwaltung hatte hier in den 1970er Jahren einen Kinderspielplatz angelegt, der jedoch zunehmend verkam. Das Gelände wurde deshalb in den 1980er Jahren von den Anwohnern der besetzten Häuser des Bonnington Squares übernommen und bepflanzt. Als die Inner London Education Authority plante, hier eine Schule zu errichten, gründeten die Anwohner einen Förderverein (Bonnington Square Garden Association). Sie konnten das Gelände pachten. Mit einer Beihilfe von 20.000 Pfund des Greater London Council legten sie 1994 einen Park an, der von Dan Pearson und Jimmy Frazer entworfen wurde. Der Filmmacher Evan English installierte ein gusseisernes, um 1860 gebautes Wasserrad aus einer nahe gelegenen stillgelegten Marmorwerkstatt. Der Garten nennt sich Bonnington Square Pleasure Garden, was an die nahegelegenen ehemaligen Vauxhall Pleasure Gardens erinnern soll. Die Bepflanzung wirkt durch den Einsatz von neuseeländischem Flachs, Bambus und Bananen sowie zahlreichen Schlingpflanzen fast tropisch.

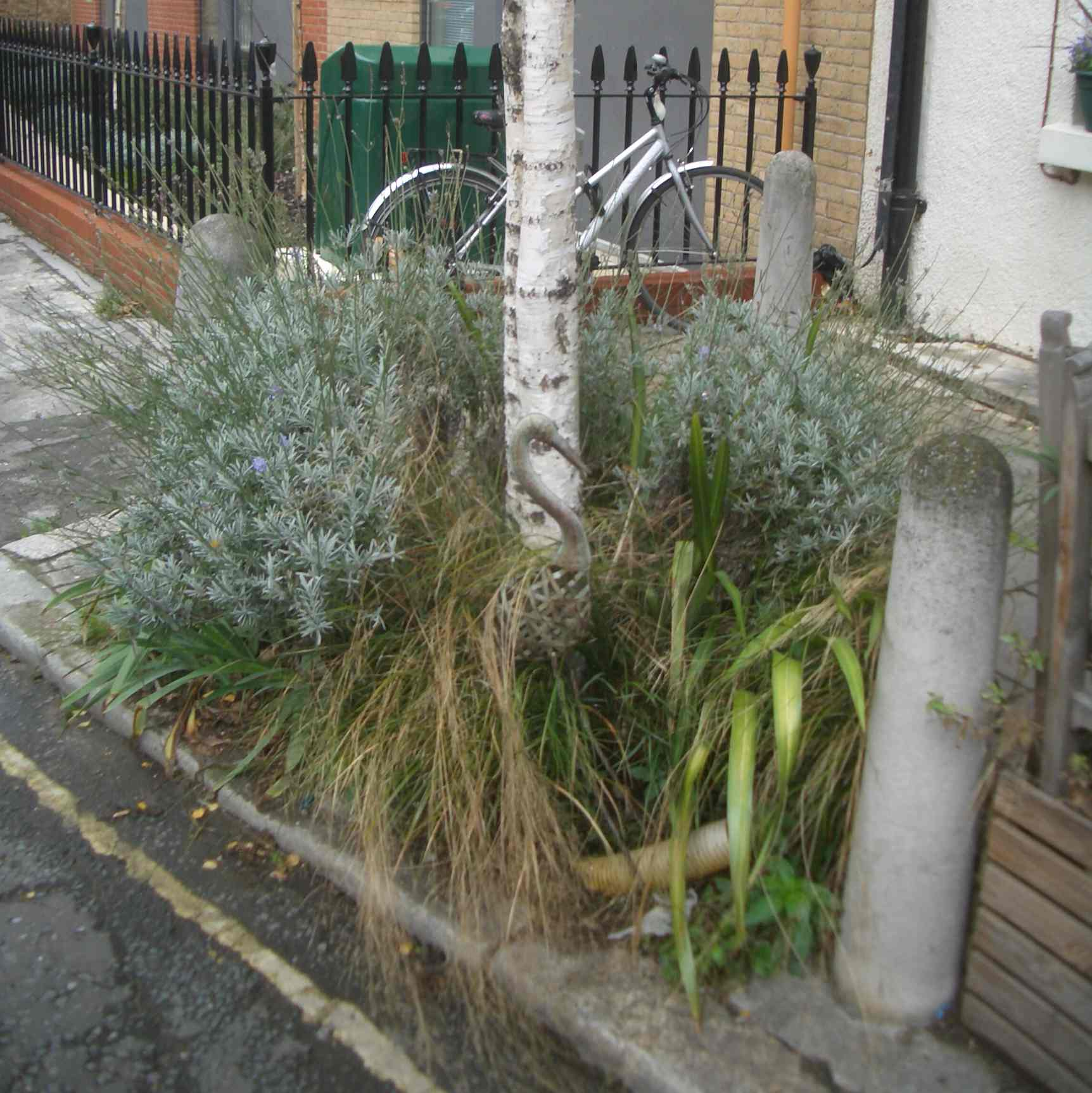
Langley Lane, Herbst 2013

Der Garten wird durch die Anwohner instand gehalten. Auch die angrenzende Langley Lane und die Häuser dort sind begrünt (Paradise Project). Unweit liegt der Harleyford Road Community Garden, der in den 1980ern angelegt wurde. Beide Gärten sind tagsüber für die Öffentlichkeit zugänglich. Sie nehmen auch am Open Garden Squares Weekend teil.